# 苏共中央社会主义国家共产党工人党联络部
苏共中央社会主义国家共产党工人党联络部（俄语：Отдел ЦК КПСС по связям с коммунистическими и рабочими партиями социалистических стран）是苏联共产党中央委员会于1957年2月21日成立的部门，负责处理苏联共产党与当时社会主义国家执政的共产党或工人党之间的关系，此前相关职能包含在苏联共产党中央委员会国际部之下。该部门于1988年10月被废除。

## 负责人
- 1957年3月—1967年5月：尤里·弗拉基米罗维奇·安德罗波夫
- 1968年—1972年：康斯坦丁·维克托罗维奇·鲁萨科夫
- 1972年-1977年：康斯坦丁·费奥多罗维奇·卡图谢夫
- 1977年5月-1986年2月：康斯坦丁·维克托罗维奇·鲁萨科夫
- 1986年-1988年10月：瓦季姆·梅德韦杰夫

### 第一副部长
- 1962年-1965年：列夫·尼古拉耶维奇·托尔库诺夫
- 196?年-1968年：康斯坦丁·维克托罗维奇·鲁萨科夫
- 1968年-1986年：奥列格·鲍里索维奇·拉赫马宁
- 1986年-1988年：格奥尔基·霍斯罗耶维奇·沙赫纳扎罗夫